# 胞衣塚
胞衣塚（えなづか）は、滋賀県高島市安曇川町三尾里にある古墳時代の円墳である。1985年（昭和60年）4月3日に、高島市指定史跡に指定された。

## 概要
直径約11.5メートル、高さ約2.4メートルあり、6世紀頃の築造と考えられている。
「胞衣」とは、胎盤のことで、継体天皇の胞衣が埋められたと伝わる。
この周辺には「上御殿」や「下御殿」の小字名があり、この一帯に彦主人王や継体天皇に関する大きな屋敷があったのではないかと連想させる。